# Patagonotothen longipes
Patagonotothen longipes är en fiskart som först beskrevs av Steindachner, 1876.  Patagonotothen longipes ingår i släktet Patagonotothen och familjen Nototheniidae. Inga underarter finns listade i Catalogue of Life.